# The Album (Teyana Taylor)
The Album è il terzo album in studio della cantante statunitense Teyana Taylor, pubblicato nel 2020.

## Tracce
1. Intro – 2:47
2. Come Back to Me (featuring Rick Ross & Junie) – 4:09
3. Wake Up Love (featuring Iman) – 3:33
4. Lowkey (featuring Erykah Badu) – 4:17
5. Let's Build (featuring Quavo) – 2:31
6. 1800-One-Night – 2:32
7. Morning (with Kehlani) – 4:47
8. Boomin (featuring Missy Elliott & Future) – 5:31
9. 69 – 2:41
10. Killa (featuring Davido) – 3:02
11. Bad – 1:27
12. Wrong Bitch – 2:39
13. Shoot It Up (featuring Big Sean) – 3:47
14. Bare Wit Me – 2:08
15. Lose Each Other – 2:19
16. Concrete – 3:57
17. Still – 4:04
18. Ever Ever – 4:41
19. Try Again – 2:58
20. Friends – 2:24
21. How You Want It? (featuring King Combs) – 3:41
22. Made It – 3:18
23. We Got Love (featuring Lauryn Hill) – 4:06

## Classifiche
| Classifica (2020) | Posizione massima |
| ----------------- | ----------------- |
| Canada            | 72                |
| Regno Unito       | 76                |
| Stati Uniti       | 8                 |